# رايموند مومنز
رايموند مومنز ، من مواليد 27 ديسمبر 1958 ، لاعب كرة قدم بلجيكي سابق.
لعب مع منتخب بلجيكا لكرة القدم.

## مسيرته الكروية
لعب رايموند مومنز خلال مسيرته الاحترافية مع ناديين في اثنين وعشرين موسمًا وسجل خلالها 78 هدفًا ضمن 616 مباراة. ولم يفز بأي موسم بالكأس أو بالدوري.
خاض رايموند مومنز مسيرته مع نادي لوكيرين في موسم 1975–76 ليلعب معه أحد عشر موسمًا، مشاركًا في 306 مباراة سجل خلالها 59 هدفًا. ثم انتقل إلى نادي رويال شارلروا في موسم 1986–87 ليلعب معه أحد عشر موسمًا، حيث شارك في 310 مباراة سجل خلالها 19 هدفًا.

## روابط خارجية
- رايموند مومنز على موقع الاتحاد الدولي (مؤرشف)  (الإنجليزية)
- رايموند مومنز على موقع الاتحاد البلجيكي (الإنجليزية)
- رايموند مومنز على موقع قاعدة بيانات كرة القدم.إي يو (الإنجليزية)
- رايموند مومنز على موقع ناشيونال فوتبول تيمز (الإنجليزية)
- رايموند مومنز على موقع Soccerway.com (الإنجليزية)
- رايموند مومنز على موقع عالم كرة القدم.نت (الإنجليزية)